# Benoît Joachim
Benoit Joachim (Luxemburgo, 14 de enero de 1976) es un exciclista luxemburgués.
Se convirtió en profesional en 1999. En 2009, después de militar en varios equipos del extranjero, regresó a Luxemburgo y firmó por el equipo Team Differdange, en ese mismo año se retira del ciclismo tras 11 temporadas como profesional y con 33 años de edad.
Es hermano del futbolista Aurélien Joachim.

## Palmarés
1998
- 1 etapa del Tour del Porvenir

1999
- 1 etapa del Prudential Tour
- 2.º en el Campeonato de Luxemburgo Contrarreloj

2000
- Campeonato de Luxemburgo en Ruta

2001
- 2.º en el Campeonato de Luxemburgo en Ruta

2003
- Campeonato de Luxemburgo en Ruta

2004
- Campeonato de Luxemburgo Contrarreloj
- 3.º en el Campeonato de Luxemburgo en Ruta

2006
- Campeonato de Luxemburgo Contrarreloj

2007
- Campeonato de Luxemburgo en Ruta

2008
- 2.º en el Campeonato de Luxemburgo en Ruta
- 3.º en el Campeonato de Luxemburgo Contrarreloj

## Resultados en Grandes Vueltas y Campeonatos del Mundo

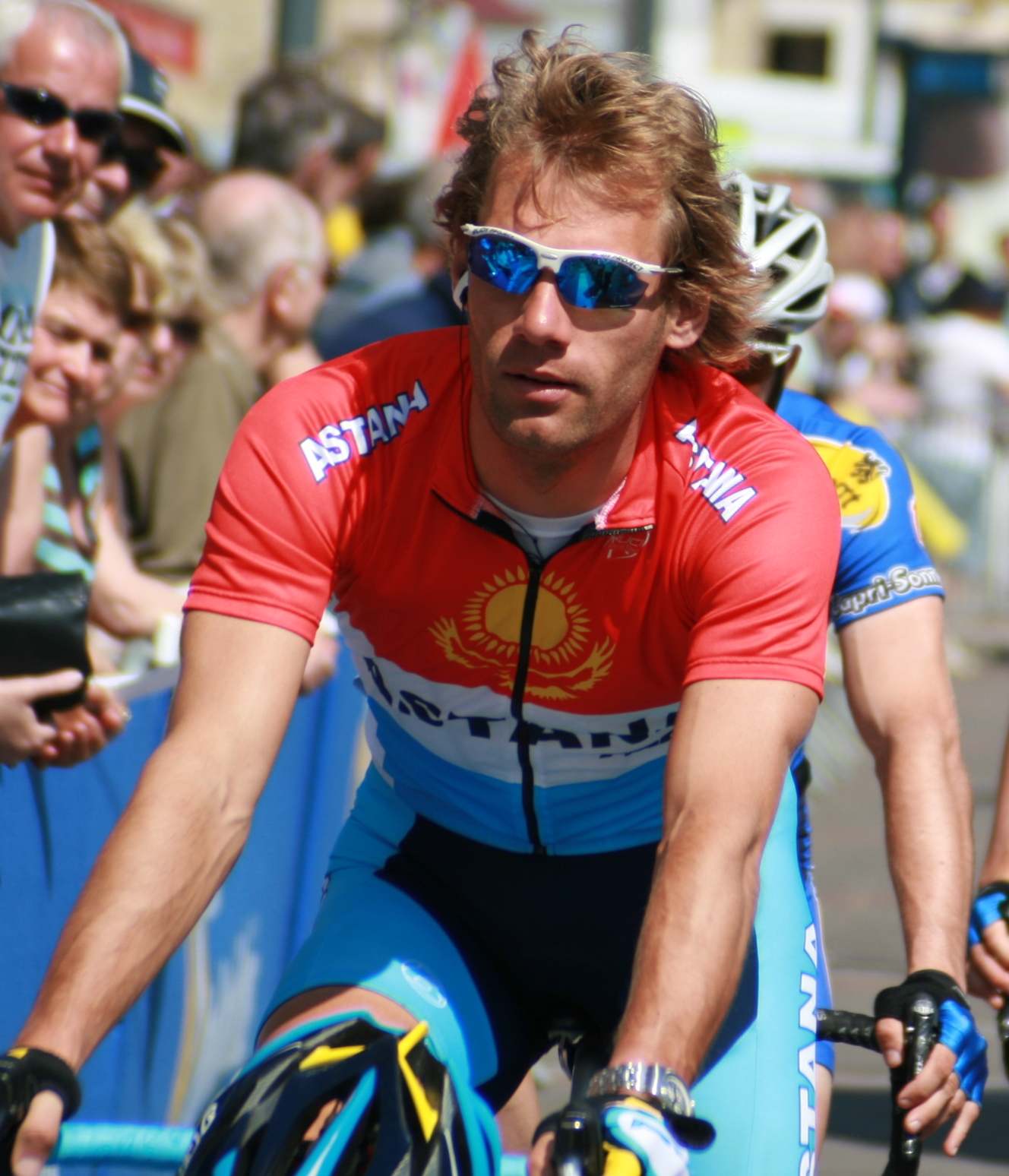
Benoît Joachim, vestido con el maillot de campeón en los Cuatro Días de Dunkerque en 2008.

| Carrera              | Carrera              | 1999 | 2000 | 2001 | 2002 | 2003  | 2004 | 2005  | 2006 | 2007 | 2008 | 2009 |
| -------------------- | -------------------- | ---- | ---- | ---- | ---- | ----- | ---- | ----- | ---- | ---- | ---- | ---- |
|                      | Giro de Italia       | ―    | ―    | ―    | ―    | ―     | ―    | 107.º | 83.º | 99.º | ―    | ―    |
|                      | Tour de Francia      | ―    | 92.º | ―    | 89.º | ―     | ―    | ―     | ―    | ―    | ―    | ―    |
|                      | Vuelta a España      | Ab.  | ―    | 88.º | ―    | 81.º  | 57.º | Ab.   | 66.º | ―    | ―    | ―    |
| Mundial en Ruta      | Mundial en Ruta      | Ab.  | ―    | ―    | 52.º | 100.º | Ab.  | ―     | ―    | ―    | Ab.  | ―    |
| Mundial Contrarreloj | Mundial Contrarreloj | 47.º | ―    | ―    | 41.º | 31.º  | 36.º | ―     | ―    | ―    | 49.º | ―    |

―: no participa

Ab.: abandono